# Jacques-Denis Antoine

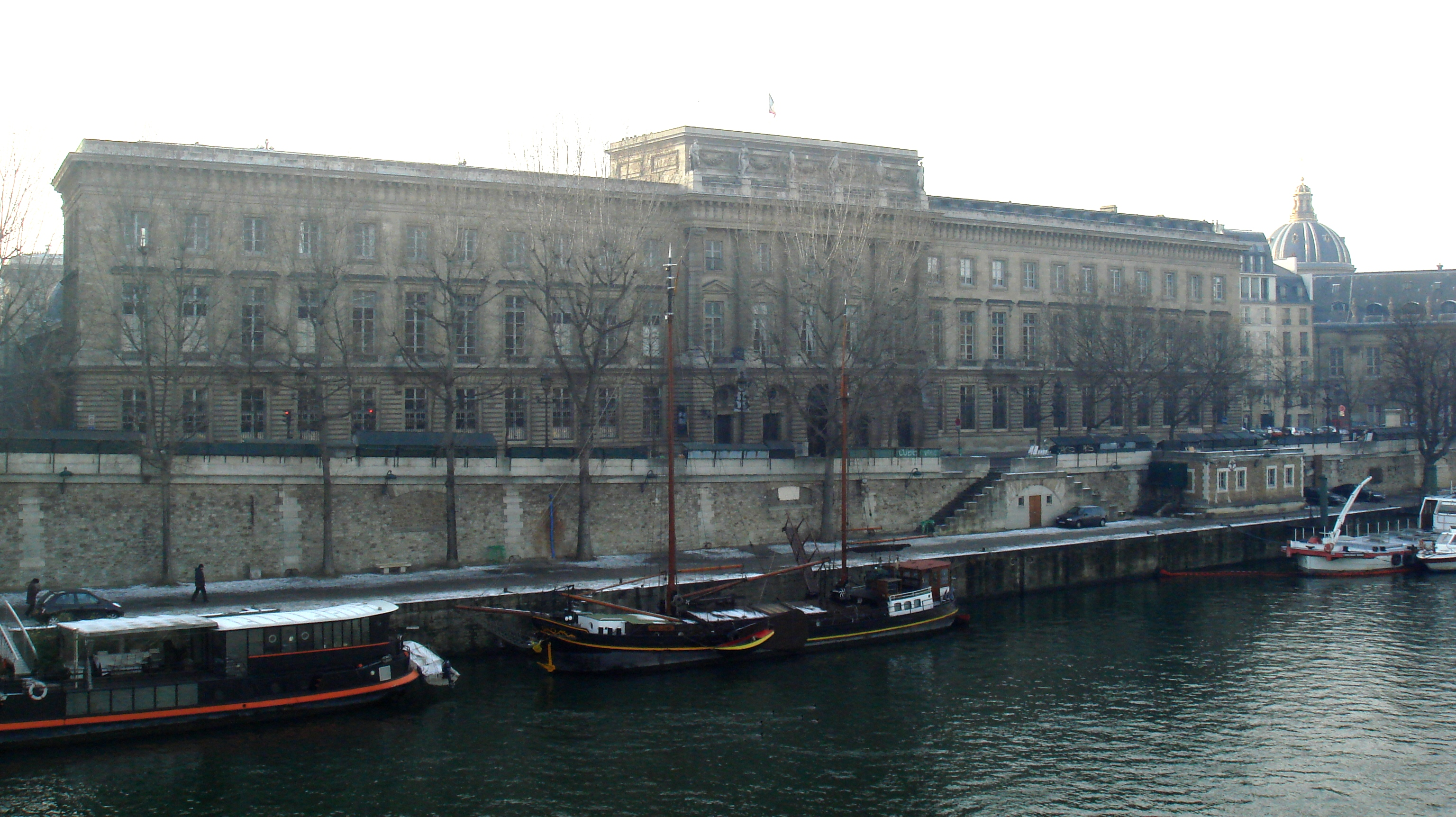
L'hôtel des Monnaies de París. Façade sur le quai.

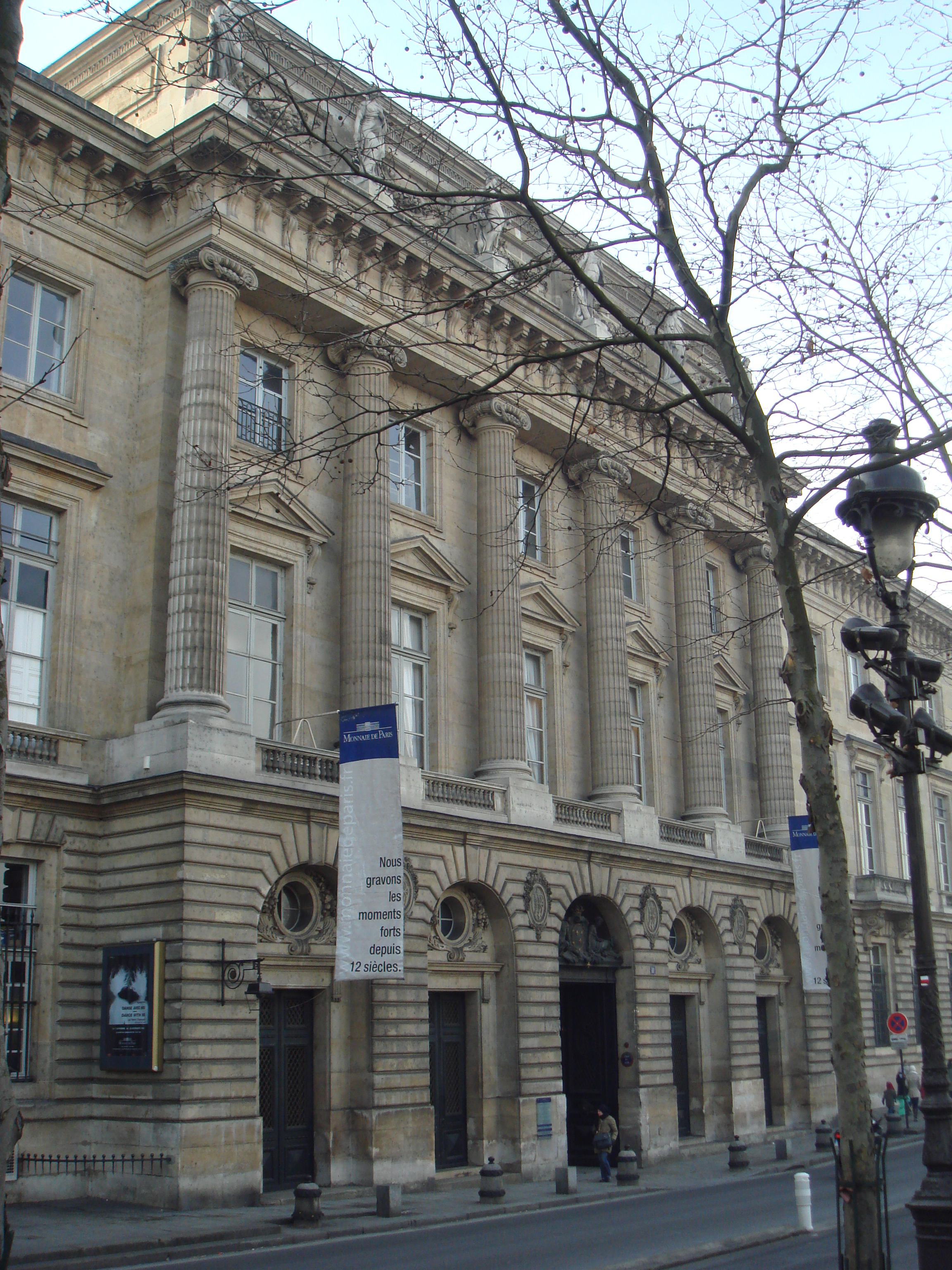
Avant-corps central de l'hôtel.

Jacques-Denis Antoine (París, 6 de agosto de 1733-ibidem, 24 de agosto de 1801) fue un arquitecto francés del siglo XVIII. Su obra más famosa es el hôtel des Monnaies (Casa de la moneda) de París.

## Biografía
Hijo de un carpintero, Jacques-Denis Antoine estudió con un arquitecto cuyo nombre no se conoce, y comenzó una carrera de constructor como ouvrier maçon (albañil), antes de comprar en 1760 una oficina de ntrepreneur-juré (contratista-jurado). Sin embargo, continuó sus estudios de arquitectos franceses del pasado, y presentó, desde 1763, proyectos de arquitectura (portal de la iglesia de San Nicolás de Chardonnet, proyecto para la Comedia Francesa...).
En 1765, Antoine fue preferido a los arquitectos Étienne-Louis Boullée y François Dominique Barreau de Chefdeville para la construcción del nuevo hôtel des Monnaies que se iba a construir en la actual plaza de la Concordia, detrás de la columnata occidental de Gabriel. Pero al final, se decidió en 1767 llevar a cabo el proyecto en los muelles del Sena, en el emplazamiento del antiguo hôtel de Conti. La primera piedra fue colocada por el abad Terray el 30 de abril de 1771.
La fachada sobre el muelle se completó en 1773 y la obra gruesa, y la mayor parte de la decoración, en 1775. Este edificio, muy admirado, le supuso a Antoine entrar el 11 de agosto de 1776 en la Académie royale d'architecture. Antoine, arquitecto de la Casa de la Moneda, se benefició de la concesión de un apartamento en el segundo piso en la esquina de la calle Guénégaud y el Quai Conti, donde vivió hasta su muerte.
Después del incendio del Palacio de Justicia de París en 1776, intervino en la reconstrucción de algunas partes, como la gran escalinata en el lado de la plaza, en las partes del palacio afectadas por el añadido, y la decoración de las salas de audiencias de la corte real. Por encima de la Sala de los Pasos Perdidos de Salomon de Brosse, construyó tres galerías abovedadas para recibir la colección de las Peticiones del Parlamento y una parte de los archivos judiciales.
En el otoño de 1777, hizo un viaje por Italia, visitando el Piamonte, Lombardía y Venecia en compañía de un amigo lionés llamado Dumatz. Estuvo acompañado por su amigo, el arquitecto Charles De Wailly.
Como urbanista, Jacques Denis Antoine fue autor de varios proyectos de modernización de París. Para la île de la Cité, imaginó una plaza y peristilos delante de Notre-Dame, una iglesia de la Madeleine a imitación del Panteón de Agripa y nuevas fachadas para la place Dauphine que recordaban a las del hôtel des Monnaies. También realizó un proyecto de conexión del palacio del Louvre con el palacio de las Tullerias.
Construyó muchos edificios hospitalarios: el Hôpital de la Charité de París, donde utilizó por primera vez el "orden arcaico" de Paestum, el hospicio de La Rochefoucauld en París, otros en Charenton, Niort y Senlis. En 1772 construyó el Hotel de Fleury o Brochet de Saint-Prest, en la rue des Saint-Pères; en 1777, el Hôtel de Jaucourt, rue de Varenne; en 1781, la casa de salud para los sacerdotes pobres; en 1786, con Jardin, dio los planos de la fachada del ayuntamiento de Cambrai.
Sucedió a Claude-Nicolas Ledoux en 1787 a la dirección de las obras de las barreras de París. Su reputación se extendió más allá de las fronteras, y le confiaron construcciones en Inglaterra, Suiza y España.
Miembro de la Académie des beaux-arts en 1799, no se mezcló con los acontecimientos políticos durante la Révolution, pero aun así pasó algún tiempo en la prisión de La Force, en diciembre de 1793, acusado de haber excavado un subterráneo entre Hotel des Monnaies y el Sena para permitir a los agentes ingleses robar parte de las reservas de oro de Francia. Pero pudo disculparse de estas acusaciones fantasiosas y, después del 9 thermidor, se retiró a su propiedad del Petit Cîteaux en Touraine.
Jacques-Denis Antoine era el hermano del escultor Jean Denis Antoine  (1735-1802). Su sobrina se casó con François Soufflot le Romain sobrino de Jacques-Germain Soufflot.

## Principales realizaciones

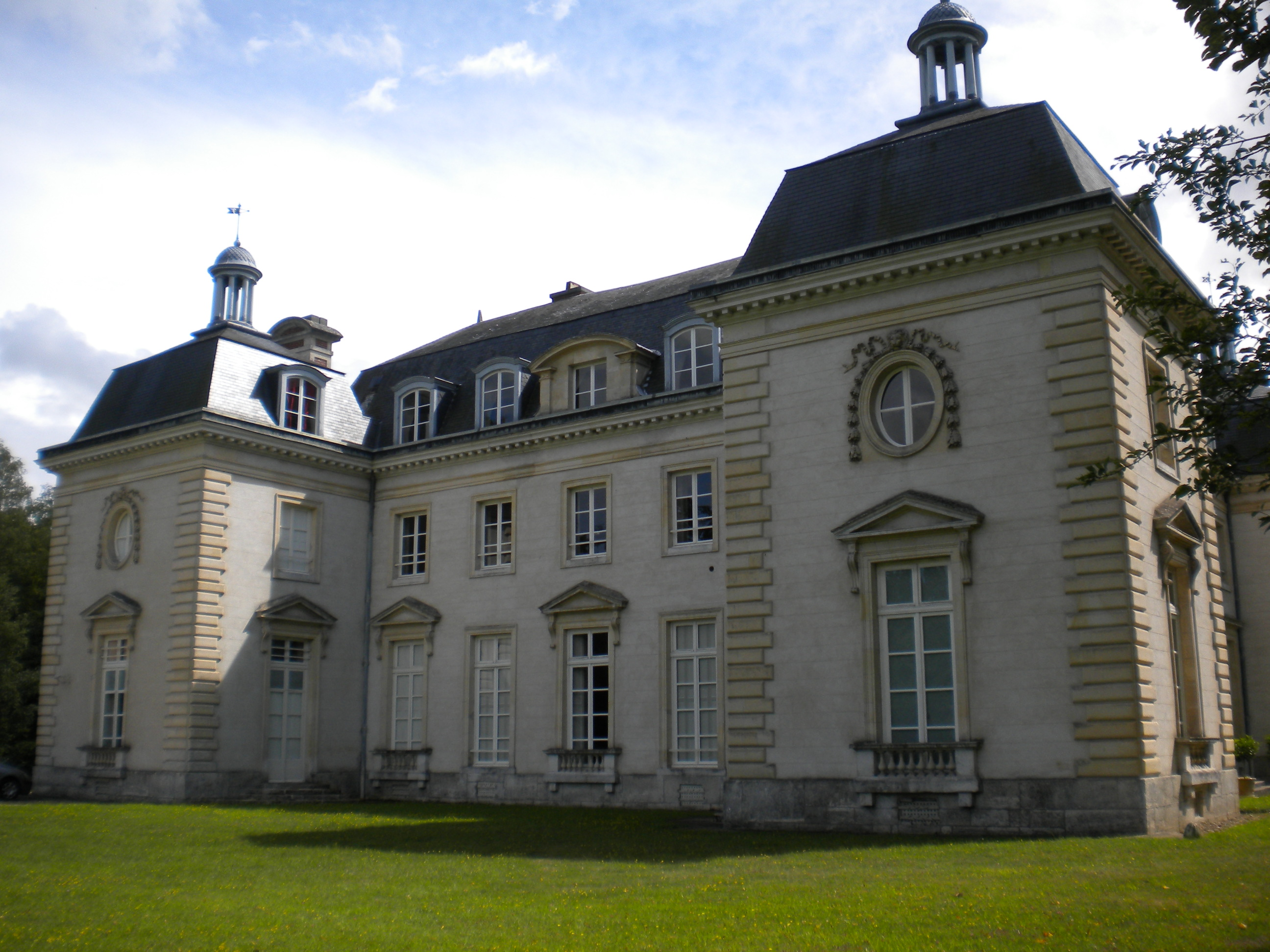
Château del Buisson de May

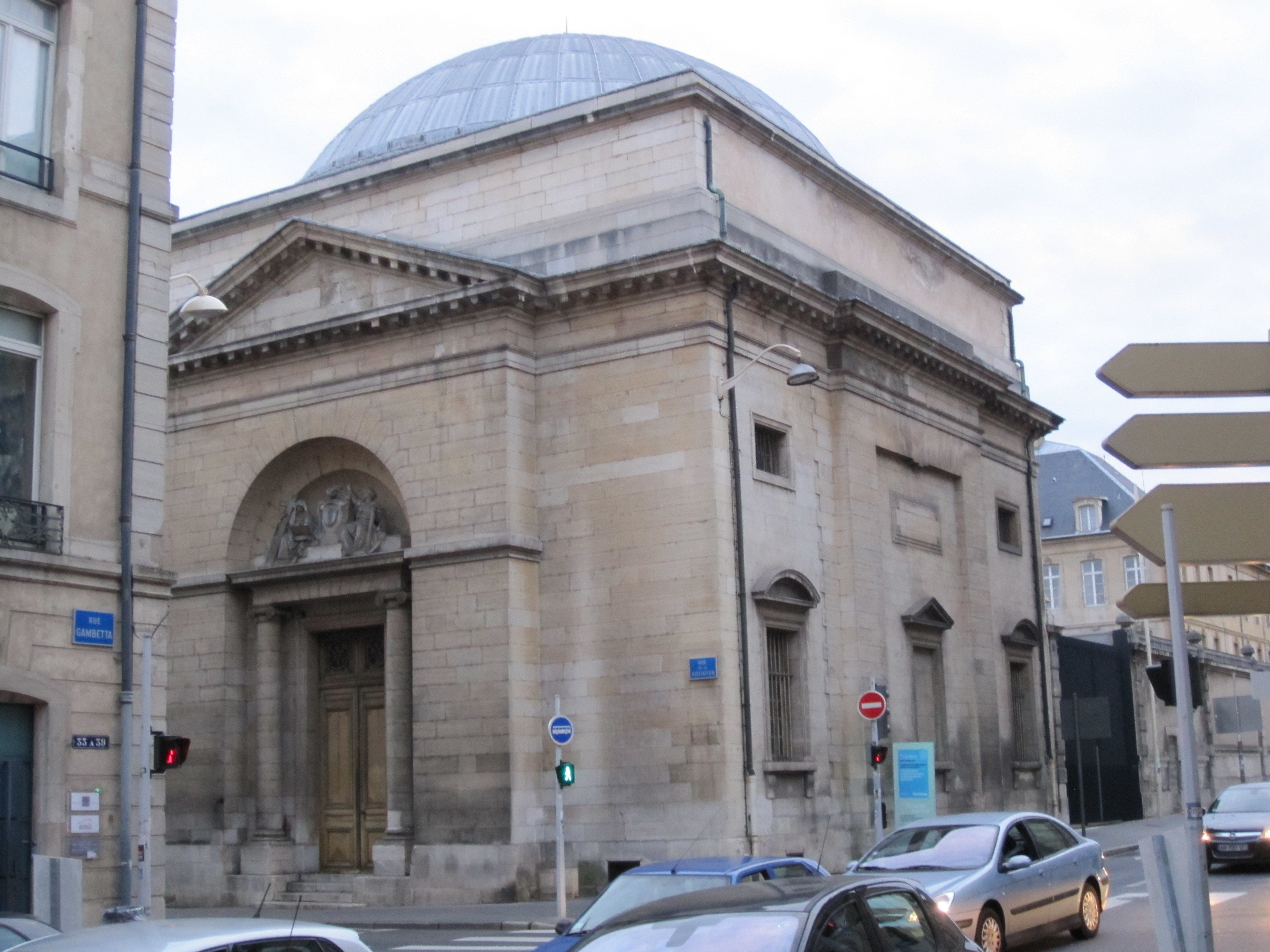
Capilla de la Visitación de Nancy

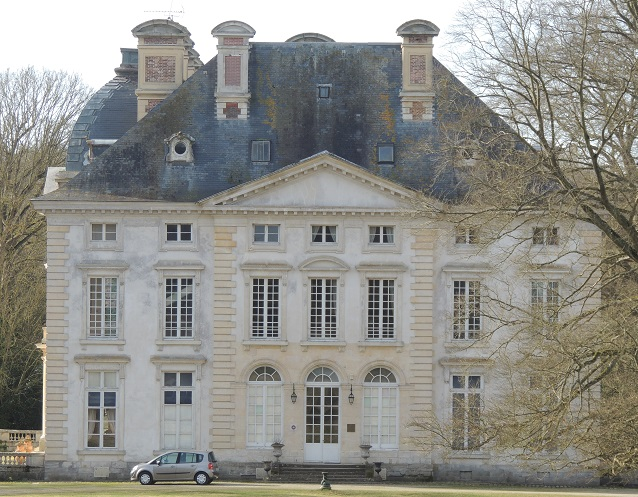
Château de Herces

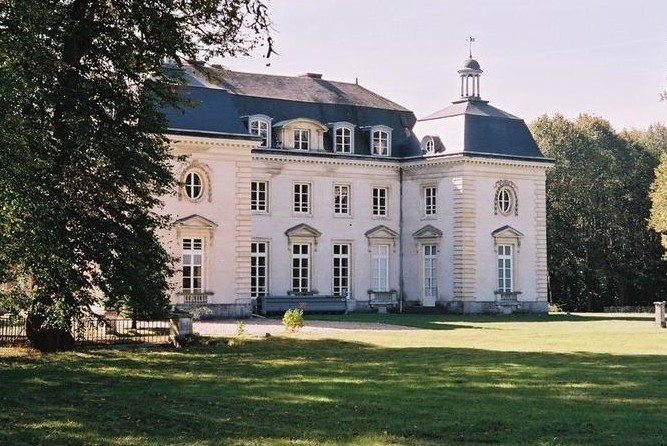
Château du Buisson de May

- Château de Verneuil-sur-Indre, années 1760 (atribución).
- Château d'Hanneucourt, Gargenville, Yvelines (dibujos anteriores a 1770).
- Reconstruction partielle de l’Hôtel de Maillebois, 102 rue de Grenelle, París, ca. 1771.
- Hôtel de la Monnaie, quai Conti, París, 1771-1775.[1]
- Hôtel Brochet de Saint-Prest (igualmente llamado Hôtel de Fleury), 28 rue des Saints-Pères, París, 1772, para Jacques Frécot de Lanty, consejero en el Parlamento de París.[2]
- Château de Herces, Berchères-sur-Vesgre, Eure-et-Loir, 1772, para Charles Robert Boutin, intendant des finances.
- Hôtel de Jaucourt, 45 rue de Varenne, París, 1775-1777.
- Palacio de Justicia de París, restauración después del incendio de 1776: gran escalera à droite del patio de May, gran sala de los abogados, archivos.
- Château du Buisson de May, en Saint-Aquilin-de-Pacy, monumento de arquitectura neoclásica iniciada en 1781.
- Chapelle de la Visitation, Nancy (en el actual lycée Henri-Poincaré), 1785.
- Hôtel de la Monnaie, Berna (Suiza), 1789.
- Comunes del château de Sainte-Geneviève-des-Bois, Essonne, para Louis Bénigne François Berthier de Sauvigny, intendente de la generalidad de París.
- Château du Haut Rosay, Rosay (Yvelines): acondicionamientos interiores, fábricas del parque para Jacques-Louis de Brétignières.
- Château de Mussy-l'Évêque, cerca de Langres, para monseñor César-Guillaume de La Luzerne. Antoine, sin duda, también dio algunas de las fábricas del parque, cuya construcción se escalonó hasta el comienzo del siglo XIX, más de cuarenta años (Templo de la Amistad, subterráneo, cadena de agua...).
- Hôpital de la Charité, rue des Saints-Pères, París (destruido).
- Hospice de La Rochefoucauld, 15 avenue du Général-Leclerc, París: atribución discutida; se habla igualmente de la intervención de Jean-Jacques Huvé y Charles-François Viel.
- Immeubles de rapport (construidos para el convento des Feuillants) 229 a 235 rue Saint-Honoré, París.
- Hôtel de ville de Cambrai.
- Escalera del Palacio de Alba, Madrid (España).
- Château de Marville-les-Bois (antiguo),[3] de 1772, para Gaspard-Louis Rouillé d'Orfeuil, intendente de Champagne.

## El proyecto de unión del Louvre y de las Tullerias (1790)

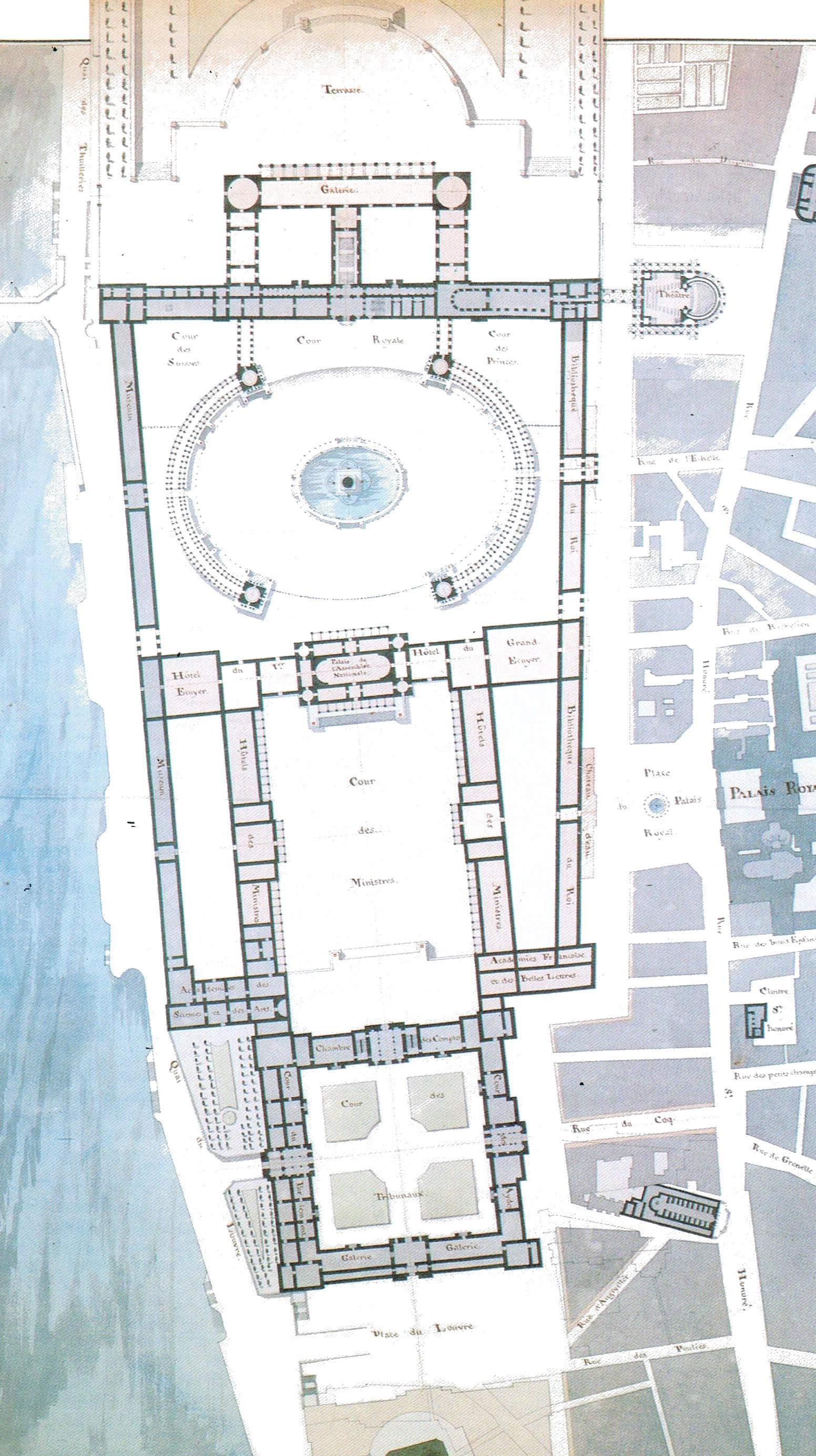
La planta de Jacques-Denis Antoine.

En 1790, Jacques-Denis Antoine, arquitecto experto al servicio del rey y ya miembro de la Academia de Arquitectura desde 1776, presentó un proyecto de la reunión del Louvre y de las Tullerias, en el que proponía:
- afectar el palacio de las Tullerías a la familia real;
- añadir a este palacio del lado de la rue Saint-Honoré una ópera;
- construir entre el Louvre y las Tullerías un tercer gran edificio, un palacio del Carrousel asignado a las Asambleas nacionales;
- incluir en el gran patio de las Tullerías una plaza tan grande como la plaza de San Pedro de Roma, de la misma forma que ella y adornada como ella con galerías con cuatro hileras de columnas que proporcionarían avenidas cubiertas para conducir a las Tullerías; en el centro de la plaza podría elevarse un monumento consistente en una columna coronada por la estatua de Luis XVI, al igual que la columna de Trajano en Roma;
- elevar esta columna sobre una roca en medio de un estanque que vertería agua abundantemente, recordando así la famosa fuente de la Plaza Navona;[Note 1]
- crear otra galería entre el Louvre y las Tullerías y asignarla a la biblioteca nacional;
- instalar en el Louvre los tribunales;
- instalar los ministerios, el Primer Ecuyer y el Grand Ecuyer, así como las academias en diferentes edificios que unirían el palacio del Louvre y el Carrousel.

En 1960, Ferdinand Boyer, en el Boletín de la Société de l'Histoire de l'Art français (Sociedad de la Historia del Arte Francés), recordó la importancia de este proyecto de Jacques-Denis Antoine aunque no se realizó. Concluía: «El final del manuscrito de Antoine vuelve sobre la amplitud, belleza y economía del plan que propuso. ¡Elocuencia inútil! El proyecto del arquitecto parece no haber sido objeto de ninguna discusión. En la hora en que nació, la inflación del asignado y donde se acusaba el desequilibrio de las finanzas, no cabía la posibilidad de incurrir en 25 millones de dispensa.»